# Pasquier Quesnel
Pasquier (Paschasius) Quesnel, född den 14 juli 1634 i Paris, död den 2 december 1719 i Amsterdam, var en fransk romersk-katolsk teolog.
Quesnel inträdde efter framgångsrika studier vid Sorbonne 1657 i oratoriefädernas orden och utövade som direktör från 1662 för dess institut i Paris en omfattande och betydelsefull religiös verksamhet, men nedlade, på grund av mot honom riktade misstankar, 1681 detta ämbete och utträdde snart ur orden samt nödgades 1685 på grund av sin vägran att underteckna en antijansenistisk formel fly till Bryssel till jansenismens huvudman Antoine Arnauld. Efter dennes död framträdde Quesnel alltmera som jansenisternas främste ledare. Redan genom sin vetenskapligt synnerligen förtjänstfulla upplaga av Leo den stores verk (1675; ny upplaga 1700), som han försett med noter, i vilka han försvarade den gallikanska kyrkans friheter, hade han ådragit sig den påvliga kurians misshag. Men huvudanklagelsen riktades dock mot Quesnels främsta arbete, hans uppbyggliga utläggning av Nya testamentet (Le nouveau testament en français avec des réflexions morales, första fullständiga upplagan 1687). De franska biskoparna, särskilt ärkebiskopen av Paris, kardinal Noailles, rekommenderade i början varmt detta arbete, men från jesuiternas och av dem påverkade kyrkliga myndigheters sida blev det föremål för oavlåtliga angrepp. År 1703 förmådde de spanske kungen Filip V att utfärda häktningsorder mot Quesnel, som emellertid lyckades fly ur det ärkebiskopliga palatset i Bryssel, där han satts i fängsligt förvar, och bege sig till Holland, där han stannade till sin död. År 1708 utverkade de av påven Klemens XI ett dekret med förbud mot Quesnels Réflexions morales. Då detta emellertid på grund av formella betänkligheter inte vann officiellt erkännande i Frankrike, förnyades förkastelsedomen, trots Noailles och andra franska kyrkomäns protester, på bedrivande särskilt av Ludvig XIV:s biktfader Le Tellier, i den beryktade så kallade konstitutionen Unigenitus 1713, i vilken 101 ur Quesnels arbete lösryckta satser i de häftigaste ordalag fördömdes som "kätterska, farliga och för fromma öron anstötliga".